# Cromwelltaler

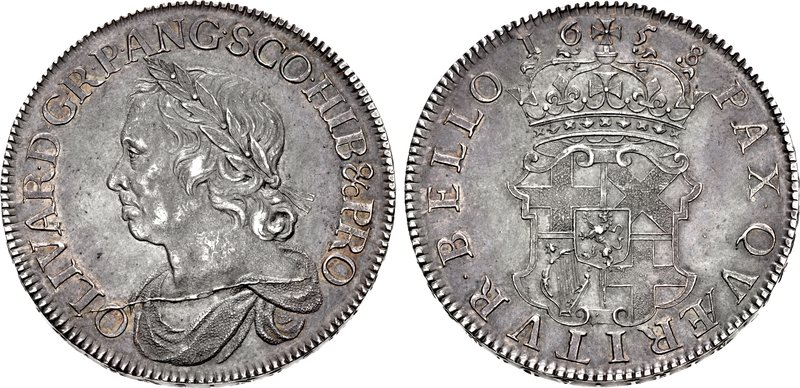
Cromwelltaler von 1658 – der Stempelriss wurde mit Cromwells postumer Enthauptung in Verbindung gebracht

Cromwelltaler ist die deutsche Bezeichnung für die englische Silberkrone (Cromwellcrown) mit der Jahreszahl 1658 und dem Brustbild des Lordprotektors Oliver Cromwell (1653–1658), die einen Stempelriss zeigt, der über den Hals des Brustbildes verläuft und bei dem Wort NEMO der Randschrift endet. Der Stempelbruch wurde mit Cromwells postumer Enthauptung in Verbindung gebracht.

## Beschreibung
(Die Beschreibung bezieht sich auf die abgebildete Münze.)
Die unter Oliver Cromwell ohne Münzmeisterzeichen geprägte englische Silberkrone aus der kurzen Zeit der englischen Republik wiegt 29,99 Gramm, hat einen Durchmesser von 39 Millimeter und wurde in der Münzstätte London geprägt. Der Münzmeister, der die Prägung zu verantworten hatte, war Pierre Blondeau. Die Stempel schnitt der Medailleur Thomas Simon.

### Vorderseite
Auf der Vorderseite ist das Brustbild Cromwells mit Lorbeerkranz und römischer Toga zu sehen. Im Münzbild ist ein Stempelriss sichtbar, der über den Hals des Brustbildes geht und bei dem Wort NEMO der Randschrift endet. Die vollständige Umschrift ist in zwei Varianten wiedergegeben:
- Umschrift nach Reumanns Erben (Hrsg.) (1702), Kundmann (1734) und Schmieder (1811):
  - OLIVAR(ius) . D(ei) . G(ratia) . R(erum) . P(ublicarum) . ANG(liae) . SCO(tiae) . HIB(erniae) &c PRO(tector)[4][5][6]

Übersetzung: Oliver von Gottes Gnaden, der Republiken England, Schottland, Irland etc. Protektor.
- Umschrift nach Schultheß-Rechberg (1840):
  - OLIVAR(ius) . D(ei) . G(ratia) . R(ei) . P(ublicae) . ANG(liae) . SCO(tiae) . HIB(erniae) &c PRO(tector)[7]

Übersetzung: Oliver, durch Gottes Gnade und der Republik, Beschützer von England, Schottland und Irland etc.

### Rückseite
Die Rückseite zeigt das gekrönte vierfeldige Wappen des Commonwealth mit Mittelschild. Die Umschrift ist der Wahlspruch Oliver Cromwells mit der geteilten Jahreszahl 16 – 58
Umschrift:
- PAX . QVÆRITVR . BELLO

Übersetzung: „Durch Krieg wird der Friede gesucht“

### Rand
Die erhaben aufgebrachte Randschrift, mit der das Beschneiden des Münzrandes verhindert werden sollte, lautet:
- HAS NISI PERITVRVS MIHI ADIMAT NEMO

Übersetzung: „Verderben dem, der mich beschneidet“

## Erläuterung
Oliver Cromwell war während der kurzen Zeit der englischen Republik (1648–1660) von 1653 bis zu seinem Tod Lordprotektor von England, Schottland und Irland. Er gehörte dem Gericht an, das Karl I. (1625–1648, † 1649) zum Tode verurteilte. Kurz vor seinem Tod am 3. September 1658 ernannte er seinen Sohn Richard (1658–1659, † 1712) zum Nachfolger, der sich jedoch nur ein halbes Jahr an der Regierung hielt. Im Jahr 1660 wurde ein neues Parlament eingesetzt, das Karl II. (1660–1685), Sohn des hingerichteten Karl I., zum neuen König proklamierte und die Zeit der englischen Republik beendete.

„Dies ist einer von den kostbarsten Thalern, weil er von einem solchen Autore [Urheber] herrühret, der [von] einem gemeinen Edelmanne [zu einem] würklich regierende[n] König dreyer Reiche [ge]worden [ist] / [obwohl] er sich […] des Königlichen Titel enthalten [hat].“

Auf dem Cromwelltaler wird Oliver Cromwell als römischer Kaiser, drapiert und mit einem Lorbeerkranz geschmückt, dargestellt. Der Wahlspruch des Lordprotektors PAX QVÆRITVR BELLO (Durch Krieg wird der Friede gesucht) bezieht sich auf die Beendigung des Bürgerkriegs und den erlangten Frieden. Den im Münzbild sichtbaren Stempelriss, der vom Hals bis zu dem Wort NEMO (rückwärts gelesen Omen) der Randschrift verläuft, sah man als Weissagung auf Cromwells Enthauptung im Jahr 1661 an. Die nur im Todesjahr 1658 geprägten Cromwelltaler sind fast alle mit gerissenem Stempel geprägt worden. Es existieren auch halbe Silberkronen Cromwells mit gleichem Münzbild ohne Stempelriss.
In der Münzstätte London wurden für die Münzprägung erstmals Maschinen, Spindelpressen (Spindelwerke), verwendet und die Münzstempel so gestaltet, dass sie für die Aufnahme in die neuen Pressen geeignet sind.

### Historische Erklärungen

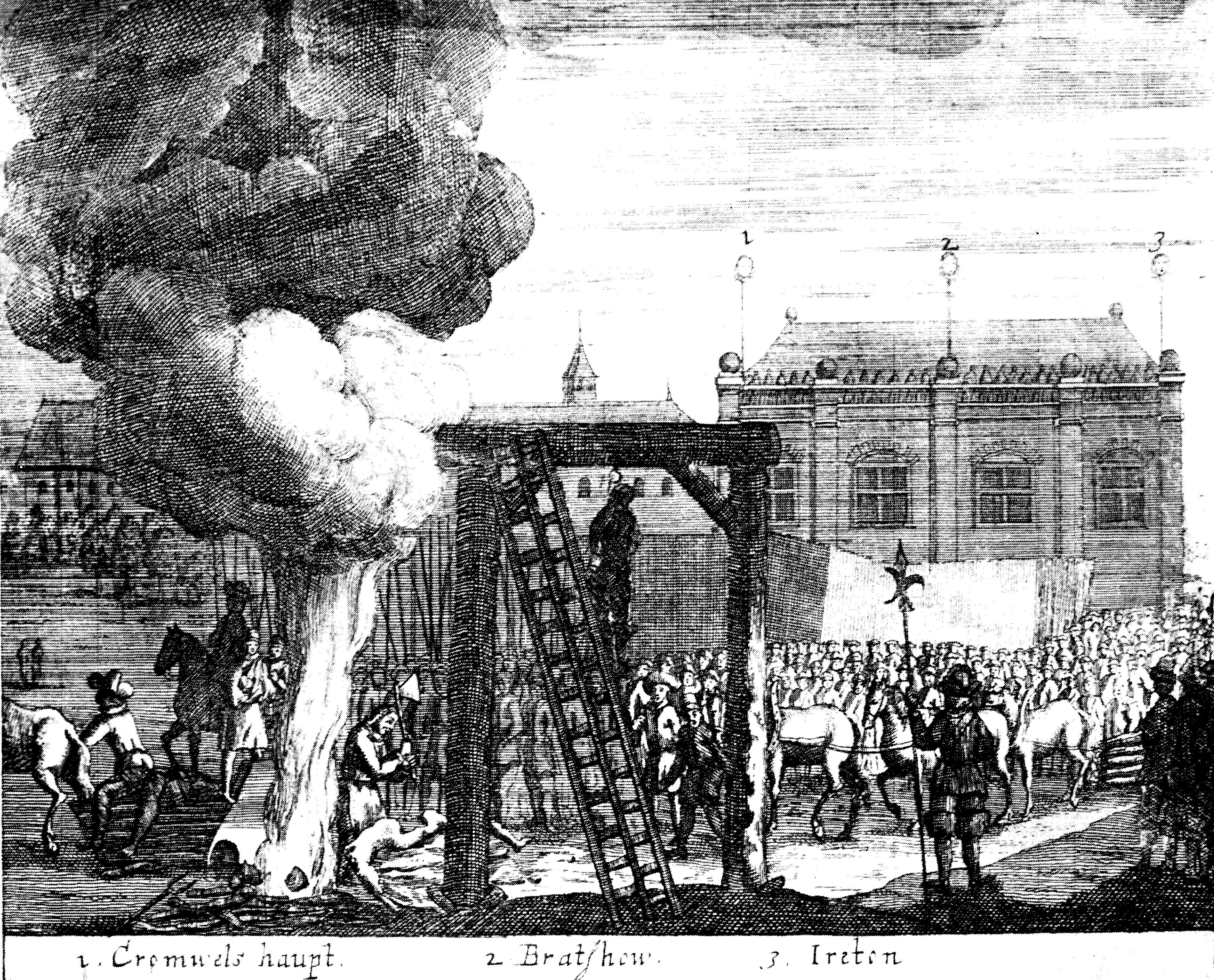
Nach der postumen Hinrichtung von Oliver Cromwell, Henry Ireton und John Bradshaw, wurden deren Köpfe auf drei langen Stangen zur Schau gestellt (im Bild nummeriert: 1, 2, 3). Der Stempelriss im Cromwelltaler wurde als Omen für dieses Ereignis angesehen.

Nach Karl Christoph Schmieder (1811) besteht „das Besondre dieser in Cromwells Todesjahre geprägten Crowns“ darin, dass auf vielen „durch einen Stempelriß ein Strich entstanden ist, der vom Halse des Brustbildes bis zu dem Worte Nemo der Randschrift geht. Bekanntlich“, so Schmieder, „starb der Protektor zwar 1658 eines natürlichen Todes, sein Leichnam wurde aber zwei Jahre nachher wieder ausgegraben [wurde am 28. Januar 1661 exhumiert], an den Galgen gehängt, den Kopf abgeschlagen und auf der Westmünsterhalle öffentlich ausgestellt. Obigen Halsstrich hielt man für ein Praesagium [= Vorhersagung] seiner Enthauptung nach dem Tode, zumal, da das Wort Nemo, wohin der Strich weiset, rückwärts Omen gelesen werden kann. Da dieser gelehrte Aberglaube kund wurde“, so Schmieder, „suchte man jene Thaler mit Begierde auf und bezahlte das Stück zuweilen mit 20 Kronthalern, neuerlich in Deutschland sogar mit 10 Louisd’ors, weil sie durch Umprägung sehr selten geworden waren.“

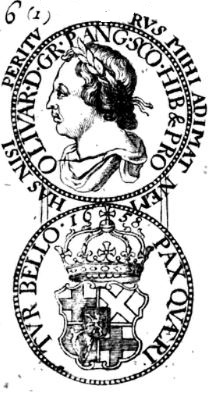
Cromwelltaler aus Kundmanns „Nummi Singulares …“ mit der Randschrift zum Schutz gegen Beschneiden

In Johann Christian Kundmanns „Nummi Singularis“ (1734) sind die Cromwelltaler als „Thaler oder Englische Crowns“ bezeichnet, die kurz vor dem Tod Cromwells geprägt worden sind, „auf welchen ein Strich quer über den Hals erscheinet“, der auf einen Stempelbruch zurückzuführen ist. „Man hält diesen Strich billig für omineux“ [französisch für ominös], so der Gelehrte, weil „Cromwel An. 1658. auf seinen Bette […] gestorben, und Königlich beygesetzet worden, so ward er doch An. 1661. auf König Caroli II. Befehl wiederum ausgegraben, hernach ihm der Kopff abgeschlagen, und am West-Münster-Hall aufgestecket.“
Das Wappen auf der Rückseite der Münze erklärt Kundmann wie folgt:
„auf der andern Seite ist ein gekröntes Wapen,
- in dem Mittel-Schilde ein göldener Löwe, so Cromwels Stamm-Wapen;
- im ersten und vierten Quartier ein grosses Creutze, welches die Republic Engeland An. 1649. nach der Enthauptung ihres rechtmäßigen Königs Caroli I. und Abschaffung des Monarchischen Regiments an statt des vorigen zu ihrem Wapen angenommen; […]
- im andern [zweiten] Quartier præsentiret sich ein Andreas-Creutz, so das neue Wapen der Republic Schottland, […];
- im dritten Quartier stellet sich die Irrische Harffe dar; […].“

„[…] die […] Randschrifft“, so Kundmann, „aber hat auf diesem Thaler auch was besonderes, und schreibt man insgemein, dem Cromwel diese Erfindung zu, welche sowol zur Zierde als Conservirung [Schutz gegen Beschneiden] der Müntze gereichet, als auch den Verstand haben kan, daß ihm die Protector-Würde niemand solle disputirlich machen, wofern er nicht des Todes seyn wolle […].“

#### Wahrsagende Münzen
Zufällige Erscheinungen im Münzbild, wie zum Beispiel der Stempelriss durch den Hals des Lordprotektors oder das durch einen Stempelriss entstandene zerbrochene Kurschwert des Kurfürsten Johann Friedrich des Großmütigen auf einigen Schmalkaldischen Bundestalern von 1547, dem Jahr seiner Gefangennahme, wurden vor der Zeit der Aufklärung mitunter rückblickend für ein gutes oder schlechtes Omen gehalten.
„Ominöse“ Prägungen, Zufallserscheinungen im Münzbild führten bei den Menschen mit ihren noch wundergläubigen mit Symbolen und Mystizismen angefüllten Vorstellungen dazu, dass diese Stücke nach Bekanntwerden des „gelehrten Aberglaubens“ besonders gesucht und hohe Preise dafür gezahlt wurden.